# Dave Gambee
David P. « Dave » Gambee, né le 16 avril 1937 à Portland, dans l'Oregon, est un ancien joueur américain de basket-ball. Il évolue durant sa carrière au poste d'ailier.

## Palmarès
- Champion NBA 1967